# Оператори інкременту та декременту
Інкремент — це операція збільшення, а декремент — зменшення значення змінної. Найчастіше ці операції змінюють значення на 1 (якщо змінна символьного типу, то береться наступний або попередній символ).

## Використання в мовах програмування
Інкремент часто використовується для організації циклу, де певна величина збільшується на 1 на кожному кроці.
Для прикладу візьмемо мову JavaScript:
```
x
++

```

Відповідний декремент виглядає так:
```
x
--

```

Оператор інкременту можна записувати з обох сторін («префіксний інкремент» ++x і «постфіксний інкремент» x++). Від цього залежатиме результат дії. Так,
```
let
 
y
 
=
 
++
x

```

можна записати, як
```
x
 
=
 
x
 
+
 
1

let
 
y
 
=
 
x

```

З іншого боку,
```
let
 
y
 
=
 
x
++

```

еквівалентно
```
let
 
y
 
=
 
x

x
 
=
 
x
 
+
 
1

```

## Виконання операції
Оскільки операція інкременту використовується часто, Арифметико-логічний пристрій процесора може виконувати її на апаратному рівні за допомогою окремої низькорівневої команди. Саме тому інкремент виконується швидше, ніж звичайне додавання. Тому для компіляторів мови С, які погано оптимізують вихідний код програми, запис ++x кращий, ніж x = x + 1 або x += 1.